# My Two Daddies
Pour les articles homonymes, voir Any Day Now.
Pour plus de détails, voir Fiche technique et Distribution.
My Two Daddies (Any Day Now) est un film américain réalisé par Travis Fine, sorti en 2012.

## Synopsis
Dans les années 1970, un couple gay s'occupe d'un adolescent abandonné atteint de trisomie 21 et doit se battre contre le système judiciaire pour en avoir le droit.

## Fiche technique
- Titre : My Two Daddies
- Titre original : Any Day Now
- Réalisation : Travis Fine
- Scénario : Travis Fine et George Arthur Bloom
- Musique : Joey Newman
- Photographie : Rachel Morrison
- Montage : Tom Cross
- Production : Kristine Fine, Travis Fine et Liam Finn
- Société de production : PFM Pictures
- Société de distribution : Septième Factory (France) et Music Box Films (États-Unis)
- Pays :  États-Unis
- Genre : Drame
- Durée : 98 minutes
- Dates de sortie : 
  -  États-Unis : 14 décembre 2012
  -  France : 7 janvier 2015

## Distribution
- Alan Cumming : Rudy Donatello
- Garret Dillahunt : Paul Fliger
- Isaac Leyva : Marco Deison
- Frances Fisher : le juge Meyerson
- Gregg Henry : Lambert
- Jamie Anne Allman : Marianna Deison
- Chris Mulkey : le procureur du district Wilson
- Don Franklin : Lonnie Washington
- Kelli Williams : Mlle. Flemming
- Alan Rachins : le juge Resnick
- Mindy Sterling : Mlle. Mills
- Doug Spearman : Johnny Boy
- Randy Roberts : PJ
- Miracle Laurie : Monica
- Michael Nouri : Miles Dubrow
- Jeffrey Pierce : l'officier Plitt
- Louis Lombardi : Mr. Blum
- Clyde Kusatsu : Dr. Nakahura
- Donna W. Scott : Kelly
- Joe Howard : Dr. Watkins
- Anne O'Shea : Mme. Lowell
- Ezra Buzzington : Larry
- Kirk Fox : Beaux
- Kamala Lopez : l'agent Martinez
- Edward James Gage : le sergent Johnson
- Joey Newman : Boom Boom
- Boogie Jones : Boogie
- Jeff Lass : Georgie
- Randy Thompson : Coco
- Eliana Fine : Sophie Lambert
- Levi Fine : Alan Lambert

## Accueil
Le film a reçu un accueil mitigé de la critique. Il obtient un score moyen de 60 % sur Metacritic.